# Arganil (gemeente)
Arganil is een plaats en gemeente in het Portugese district Coimbra.
De gemeente heeft een totale oppervlakte van 333 km² en telde 13.623 inwoners in 2001.
De gemeente is onderverdeeld in 18 freguesias:
| - Anceriz - Arganil - Barril de Alva - Benfeita - Celavisa - Cepos - Cerdeira - Coja - Folques | - Moura da Serra - Piódão - Pomares - Pombeiro da Beira - São Martinho da Cortiça - Sarzedo - Secarias - Teixeira - Vila Cova de Alva |

De gemeente is gelegen in de uitlopers van de Serra da Estrela; de rivier Alva loopt voor een groot gedeelte van zijn loop op het grondgebied van de gemeente of vormt de noordgrens van de gemeente.
De stad Arganil zelf heeft een bevolking van rond de 4.000. In 1114 kreeg Arganil stadsrechten van de bisschop van Coimbra.